# Koguryo
Koguryo ou Goguryeo (em coreano: 고구려, transl. Koguryŏ; AFI: [koɡuɾjʌ]) foi um antigo reino coreano localizado nas regiões centro-setentrionais da península Coreana, do sul da Manchúria e da Província Marítima da Rússia.
Juntamente com Baekje e Silla, Koguryo era um dos Três Reinos da Coreia, e um participante ativo na disputa pelo poder da península, e associado com a política externa das politeias da China e Japão do período.
O Samguk Sagi, texto Goryeo do século XII, indica que Koguryo foi fundada em 37 a.C. por Jumong, um príncipe de Buyeo - embora existam evidências arqueológicas e textuais indicando que a cultura Koguryo já existia desde o século II a.C., por volta do período da queda de Gojoseon, um reino anterior que também ocupou o sul da Manchúria e o norte da Coreia.
Koguryo foi uma grande potência regional no Nordeste da Ásia até ser derrotado por uma aliança Silla-Tang em 668 d.C.. Depois de sua derrota, seu território foi dividido entre a dinastia Tang, a Silla Unificada e Balhae.
A palavra Coreia, utilizada nos idiomas ocidentais, deriva de "Goryeo" (Koryo), que por sua vez vem de "Goguryeo" (Koguryo).